# Rosa blanda
Espèce
Rosa blanda, le rosier du Labrador, est une espèce de plantes à fleurs de la famille des Rosaceae. C'est un rosier classé dans la section des Cinnamomeae, originaire d'une vaste région orientale du nord de l'Amérique du Nord.
Il en existe deux variétés :
- Rosa blanda var. blanda Aiton dont le revers des feuilles est velu.
- Rosa blanda var. glaba à feuilles lisses.
- Attention à ne pas la confondre avec Rosa blanda Pursh. non Aiton, qui est en réalité Rosa nitida, une rose de la section des Carolinae.

## Description
Rosa blanda pousse dans les zones humides ou rocheuses et dont les tiges, presque lisses, peuvent atteindre deux mètres de haut.
Les feuilles à bords grossièrement dentés sont composées de 5 à 7 folioles. Les fleurs, solitaires, de couleur rose ont de 5 à 6 cm de diamètre. Les fruits sont des cynorrhodons ronds et rouges.

### Symbolique
C'est la fleur officielle du Dakota du Nord, qui spécifie : soit Rosa blanda soit Rosa arkansana.